# Филипсбург (Мисури)
Филипсбург (енгл. Phillipsburg) град је у америчкој савезној држави Мисури.

## Демографија
По попису из 2010. године број становника је 202, што је 1 (0,5%) становника више него 2000. године.
| Група             | 2000.       | 2010.       |
| Белци             | 173 (86,1%) | 200 (99,0%) |
| Афроамериканци    | 0 (0,0%)    | 0 (0,0%)    |
| Азијати           | 2 (1,0%)    | 0 (0,0%)    |
| Хиспаноамериканци | 11 (5,5%)   | 1 (0,5%)    |
| Укупно            | 201         | 202         |